# Lijst van Werelderfgoederen in Nederland

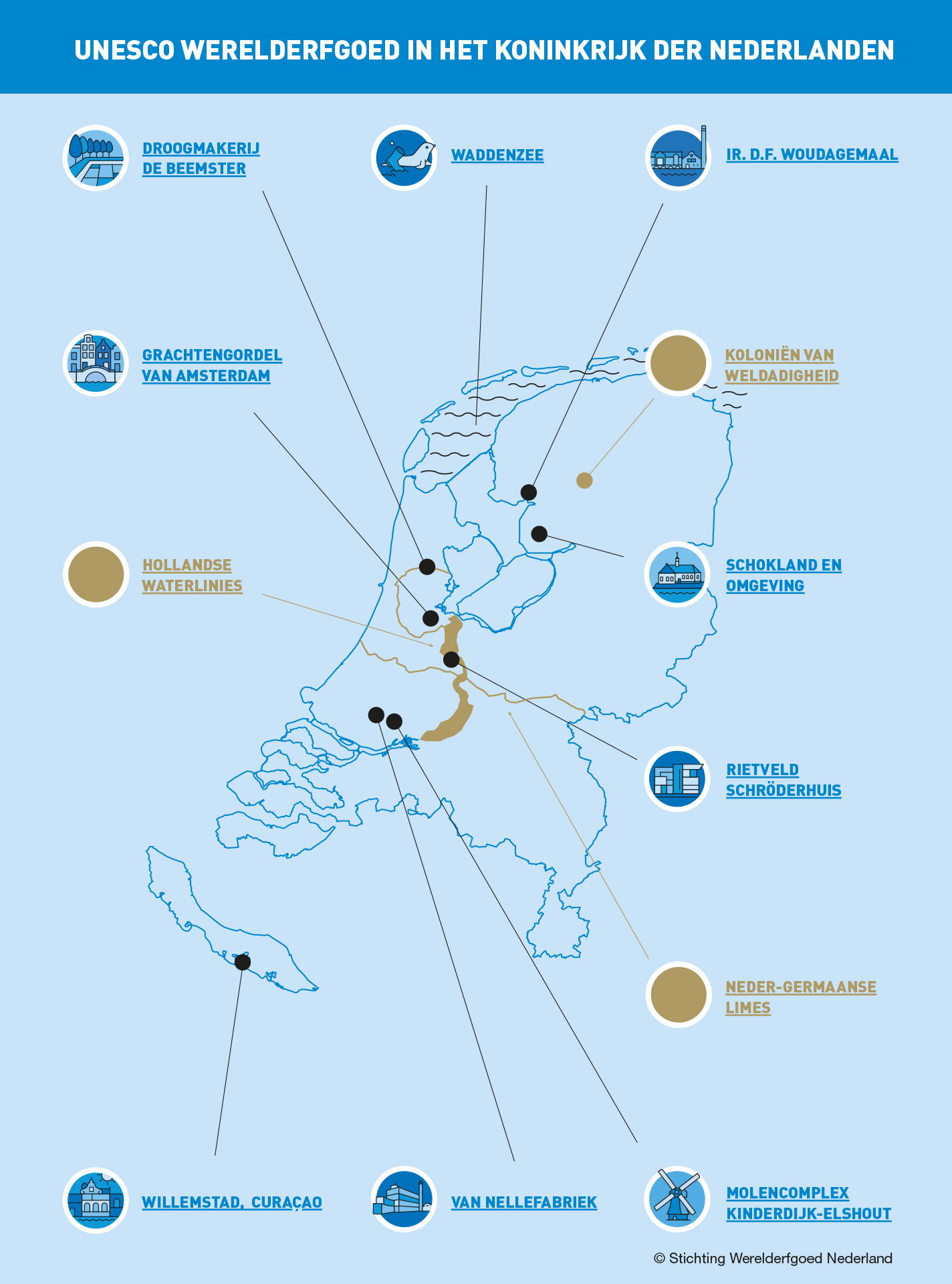
UNESCO Werelderfgoed in het Koninkrijk der Nederlanden

Dit is een lijst van Werelderfgoed in Nederland met de objecten ingeschreven in de UNESCO Werelderfgoedlijst of op de kandidatenlijst hiervoor.
Nederland, inclusief Curaçao, heeft de overeenkomst voor het Werelderfgoed geratificeerd op 26 augustus 1992, waarna het objecten op haar grondgebied kon nomineren voor de Werelderfgoedlijst.
De eerste toevoeging aan de lijst vond plaats in 1995 en de meest recente in 2023. Sindsdien zijn er dertien locaties in Nederland en Curaçao ingeschreven op de Werelderfgoedlijst. Twaalf hiervan zijn cultureel erfgoed en één is natuurlijk erfgoed. Twaalf locaties bevinden zich in Nederland, één bevindt zich op Curaçao.
De voorlopige (kandidaten) lijst van Nederland bevat nu nog twee objecten, die alle werden voorgedragen op 17 augustus 2011. Nadat ICOMOS had vastgesteld dat het object niet voldeed aan de criteria werd de nominatie van het Teylers Museum te Haarlem op verzoek van Nederland van de kandidatenlijst verwijderd tijdens 37e sessie van de Commissie voor het Werelderfgoed in 2013 te Phnom Penh, Cambodja. Ook het Eiland Saba en Sanatorium Zonnestraal zijn in respectievelijk 2019 en 2018 van de lijst afgehaald.
De jaartallen zijn de jaren van inschrijving, op de kandidatenlijst het jaar van inzending. De ID-nummers zijn de referentienummers zoals gebruikt door de UNESCO, zij linken direct aan de inschrijvingsbladen van de objecten op de UNESCO-website.
De nummers en criteria in de tabellen zijn zoals die worden gebruikt op de UNESCO-website. Er zijn drie verschillende typen mogelijk: cultuur, natuur en gemengd. In Nederland en Curaçao zijn er geen gemengde objecten op de Werelderfgoedlijst en er is er een op de kandidatenlijst.
De selectiecriteria i, ii, iii, iv, v en vi zijn de cultuurcriteria, en de selectiecriteria vii, viii, ix, en x zijn de natuurcriteria.

## Locaties op de UNESCO Werelderfgoedlijst
| ID – Jaar        | Naam                                                                                       | Locatie                                                                      | Type (criteria)       | Afbeelding |
| ---------------- | ------------------------------------------------------------------------------------------ | ---------------------------------------------------------------------------- | --------------------- | ---------- |
| 739 – 1995       | Schokland                                                                                  | Flevoland                                                                    | Cultuur (iii, v)      |            |
| 759 – 1996, 2021 | Nederlandse waterverdedigingslinie (Stelling van Amsterdam en Nieuwe Hollandse Waterlinie) | Noord-Holland, Utrecht, Gelderland, Zuid-Holland en Noord-Brabant            | Cultuur (ii, iv, v)   |            |
| 818 – 1997       | Kinderdijkse molens                                                                        | Alblasserdam en Nieuw-Lekkerland; Zuid-Holland                               | Cultuur (i, ii, iv)   |            |
| 819 – 1997       | Historisch gebied van Willemstad, binnenstad en haven                                      | Willemstad; Curaçao                                                          | Cultuur (ii, iv, v)   |            |
| 867 – 1998       | Ir. D.F. Woudagemaal                                                                       | Lemmer; Friesland                                                            | Cultuur (i, ii, iv)   |            |
| 899 – 1999       | Droogmakerij de Beemster                                                                   | Beemster; Noord-Holland                                                      | Cultuur (i, ii, iv)   |            |
| 965 – 2000       | Rietveld Schröderhuis                                                                      | Utrecht, Utrecht                                                             | Cultuur (i, ii)       |            |
| 1314 – 2009      | Waddenzee                                                                                  | Friesland, Groningen en Noord-Holland                                        | Natuur (viii, ix, x)  |            |
| 1349 – 2010      | Grachtengordel van Amsterdam                                                               | Amsterdam; Noord-Holland                                                     | Cultuur (i, ii, iv)   |            |
| 1441 – 2014      | Van Nellefabriek                                                                           | Rotterdam; Zuid-Holland                                                      | Cultuur (ii, iv)      |            |
| 1555 – 2021      | Koloniën van Weldadigheid                                                                  | Veenhuizen, Noordenveld, Frederiksoord / Wilhelminaoord, Westerveld; Drenthe | Cultuur (ii, iv)      |            |
| 1631 – 2021      | Grenzen van het Romeinse Rijk - De Neder-Germaanse limes                                   | Gelderland, Utrecht en Zuid-Holland                                          | Cultuur (ii, iii, iv) |            |
| 1683 – 2023      | Eise Eisinga Planetarium                                                                   | Franeker; Friesland                                                          | Cultuur (i, ii, iv)   |            |

## Objecten op de kandidatenlijst
| ID – Jaar   | Naam                             | Locatie                      | Type (criteria)     | Afbeelding |
| ----------- | -------------------------------- | ---------------------------- | ------------------- | ---------- |
| 5627 – 2011 | Bonaire National Marine Park     | Bonaire; Caribisch Nederland | Natuur (vii, ix)    |            |
| 5632 – 2011 | Plantagesysteem van West Curaçao | Curaçao                      | Cultuur (ii, iv, v) |            |

## Object voorheen op de kandidatenlijst
| ID – Jaar   | Naam en Locatie                                         | Type (criteria)        | Opmerkingen | Afbeelding |
| ----------- | ------------------------------------------------------- | ---------------------- | --- | ---------- |
| 5628 – 2011 | Eiland Saba, Caribisch Nederland                        | Gemengd (ii, iv, v, x) | In 2019 van de lijst gehaald.                                                                                    |            |
| 5634 – 2011 | Teylers Museum, Haarlem; Noord-Holland                  | Cultuur (i, ii, iv)    | In 2013 van de lijst gehaald op de 37e sessie van de Commissie voor het Werelderfgoed (Phnom Penh, Cambodja)     |            |
| 5633 – 2011 | Sanatorium Zonnestraal, Hilversum; Noord-Holland        | Cultuur (i, ii, iv)    | In 2018 van de lijst gehaald.                                                                                    |            |
|             | Alblasserwaard-Oost; Zuid-Holland                       |                        | |            |
|             | Vechten / De Burg; Bunnik, Utrecht                      |                        | In 2021 alsnog Werelderfgoed als onderdeel van de Neder-Germaanse limes en de Nederlandse waterverdedigingslinie |            |
|             | De Gouw en de Groetpolder; Noord-Holland                |                        | |            |
|             | Middag-Humsterland; Groningen                           |                        | |            |
|             | Noordoostpolder; Flevoland                              |                        | |            |
|             | Visvijverweg / Noordertocht, Swifterbant; Flevoland     |                        | |            |
|             | Park Arentsburg / Forum Hadriani; Voorburg Zuid-Holland |                        | In 2021 alsnog Werelderfgoed als onderdeel van de Neder-Germaanse limes                                          |            |

## UNESCO
UNESCO is de culturele organisatie van de Verenigde Naties en zet zich in om erfgoed wereldwijd te beschermen. Daarvoor gebruikt UNESCO verschillende erfgoedlijsten. Het bekendste is Werelderfgoed. Daarnaast is er ook geologisch erfgoed (Geoparken), immaterieel erfgoed, ’Memory of the World’-programma etc. Vaak worden deze verschillende lijsten door elkaar gebruikt, maar ze verschillen nogal van karakter.

## Immaterieel erfgoed
Deze lijst toont tradities opgenomen als immaterieel (cultureel) erfgoed, zie ook Inventaris Immaterieel Cultureel Erfgoed Nederland
| Naam             | Jaar | Beschrijving | Afbeelding |
| ---------------- | ---- | ------------ | ---------- |
| Molenaarsambacht | 2017 |              |            |

## Erfgoed voor documenten
Deze lijst toont de documenten en archieven opgenomen in het Memory of the World-programma van UNESCO.
| Naam | Jaar | Beschrijving                                                                                        | Afbeelding |
| --- | ---- | --------------------------------------------------------------------------------------------------- | ---------- |
| Livraria Montezinos                                                                                               | 2003 | |            |
| Archieven van de Verenigde Oost-Indische Compagnie                                                                | 2003 | |            |
| Dagboek van Anne Frank                                                                                            | 2009 | |            |
| Collectie Jean Desmet                                                                                             | 2011 | |            |
| La Galigo | 2011 | Samen met Indonesië                                                                                 |            |
| Archief van de Middelburgsche Commercie Compagnie                                                                 | 2011 | Samen met Curaçao en Suriname                                                                       |            |
| Archieven van de West-Indische Compagnie                                                                          | 2011 | Samen met Ghana, Guyana, Nederlandse Antillen, Suriname, Verenigd Koninkrijk en de Verenigde Staten |            |
| Manifest van de Communistische Partij en eerste druk van het Het Kapitaal met persoonlijke notities van Karl Marx | 2013 | Samen met Duitsland                                                                                 |            |
| Kroniek van Diponegoro                                                                                            | 2013 | Samen met Indonesië                                                                                 |            |
| Utrechts Psalter                                                                                                  | 2015 | |            |
| The Language Archive - collectie van wereldtalen                                                                  | 2015 | |            |
| Archieven van Ludwig Wittgenstein                                                                                 | 2017 | Samen met Oostenrijk, Canada en het Verenigd Koninkrijk                                             |            |
| Archieven van Aletta Jacobs                                                                                       | 2017 | Samen met en de Verenigde Staten                                                                    |            |
| Westerborkfilm | 2017 | |            |
| Panji-manuscripten                                                                                                | 2017 | Samen met en de Indonesië en Cambodja                                                               |            |
| Amsterdams Notarieel Archief                                                                                      | 2017 | |            |